# Френк Пентрідж
Френк Пе́нтрідж (англ. Frank Pantridge — 3 жовтня 1916 — 26 грудня 2004) — видатний північноірландський кардіолог, доктор медичних наук, професор. Є винахідником портативного дефібрилятора.
Народився в селищі Хіллсборо, медичну освіту здобув в Університеті Квінс, який закінчив в 1939 році. Під час Другої світової війни служив у британській армії і був нагороджений Військовим хрестом.
Пентрідж повернувся в Північну Ірландію в 1950 році і був призначений кардіологом-консультантом у белфастський шпиталь і став професором Королівського університету, де він залишався аж до своєї відставки в 1982 році.
До 1957 року Пентрідж і його колега Джон Геддес, ввели сучасну систему серцево-легеневої реанімації. Подальші дослідження привели Френка Пентріджа до висновку, що більшість випадків смерті виникає в результаті фібриляції шлуночків, яку необхідно перервати якомога раніше. Внаслідок цього, Пентрідж розробив портативний дефібрилятор і в 1965 році на швидкій допомозі в Белфасті було встановлено його першу версію. Його вага становила 70 кг і працював він від акумуляторів, а вже в 1968 році Пентрідж розробив прилад вагою всього 3 кг.
Його робота була підкріплена клінічними та епідеміологічними дослідженнями, опублікованими у впливовому журналі The Lancet. Після цього, система швидкої медичної допомоги Белфаста, яку часто називали «план Пентріджа», стала загальноприйнятною у всьому світі для аварійно-рятувальних служб. Портативний дефібрилятор був визнаний одним із основних інструментів надання першої допомоги.
У всьому світі Френк Пентрідж відомий як «батько медицини катастроф».
У 1978 році був нагороджений Орденом Британської імперії.
Помер 26 грудня 2004 року у віці 88 років. Френк Пентрідж ніколи не був одружений.